# Миладин Павличић
Миладин Павличић (Горица, код Даниловграда, 19. август 1920 — Биоче, код Подгорице, 17. мај 1943), учесник Народноослободилачке борбе и народни херој Југославије.

## Биографија
Рођен је 19. августа 1920. године у селу Горици, код Даниловграда. Потицао је из средње имућне земљорадничке породице. После завршене основне школе у свом родном селу и ниже гимназије у Даниловграду, уписао је Учитељску школу на Цетињу.
По доласку на Цетиње убрзо се прикључио омладинском револуционарном покрету, који је био веома развије у Учитељској школи. Био је учесник два штрајка ђака ове школе, који су током 1938. и 1940. године били организовани против директора и режимских власти. У штрајку 1940. године, као члан Савеза комунистичке омладине Југославије (СКОЈ) и омладинског руководства у школи, Миладин је био један од његових организатора. Због оваога је био искључен из школе, па је један разред завршио у Учитељској школи у Бањалуци. Потом се поново вратио у цетињску школу, у којој га је Априлски рат 1941. године затекао као ученика четвртог разреда.
После окупације, активно је учествовао у примпремама Тринаестојулског устанка у коме се истакао у борбама приликом ослобођења Спужа и Даниловграда, као и у борбама на Вељем брду. Због истицања у борби, на самом почетку устанка је био кандидован за члана Комунистичке партије Југославије (КПЈ), а узбрзо потом у току августа и примљен у њено чланство.
Од средине јесени 1941. године био је борац Јеленачког батаљона у Партизанском одреду „Бијели Павле“. Почетком 1942. године, као веома искусан борац и политички радник, био је додељен Косоволушком батаљону, у коме је вршио дужност политичког комесара Косићке чете. После месец дана прешао је на сектор Сињајевине, где је као борац Првог црногорског ударног батаљона учествовао у борбама против четника, а затим у бројним борбама против окупатора приликом повлачења партизанских снага ка тромеђу Босне, Црне Горе и Херцеговине.
Средином јуна 1942. године његов батаљон је ушао у састав тада формиране Пете пролетерске црногорске ударне бригаде, али је она убрзо потом издвојен и у саставу једне мале чете упућен на терен Пипера и Бјелопавлића, да ради на очувању Народноослободилачког покрета (НОП). На путу ова чета је прошла кроз многе тешке борбе и велика искушења, па је само мање од половине бораца успело да дође на одредиште. Убрзо потом Миладин је додељен као пратња Душану Мугоши, делегату КПЈ у Албанији, који је по повратку из Албаније кренуо у Врховни штаб НОВ и ПОЈ.
Почетком августа 1942. године, приликом пута ка Врховном штабу, у околини Прозора су наишли на Пету црногорску бригаду, па је Миладин поново ступио у њу. Најпре је једно кратко време био у Четвртом батаљону, а затим у Петом (зијаметском) батаљону, где је преузео дужност заменика политичког комесара чете. И поред политичке дужности коју је обављао Миладин је био и борац-пушкомитраљезац и често се истицао у борбама. Посебно се истакао у борби против усташа у селу Грачаници, код Бугојна, августа 1942. године, када се са пушкомитраљезом забацио непријатељу иза леђа и натерао га на повлачење ка Бугојну.
Децембра 1942. године у селу Силајџевини, код Доњег Вакуфа, заједно са једном групом бораца водио је вишечасовну борбу са Немцима, бранећи узвишење, које су они по сваку цену хтели да заузму. Подстакнута његовим примерима, чета у којој је био заменик политичког комесара посебно се истакла у борбама током Четврте непријатељске офанзиве у борбама за Коњиц и на простору Коњиц-Острожац. У овим борбама Миладин је учествовао и као бомбаш. Током Четврте офанзиве, његов батаљон претрпео велике губитке па је био сведен на формацију чете и укључен у Четврти батаљон. Борци чете која је тада била формирана захтевали су да Миладин буде њихов политички и партијски руководилац.
Погинуо је 17. маја 1943. године када је као бомбаш, предводио борце своје чете на италијанске положаје на Биочу, код Подгорице. У овој веома тешкој борби, партизани су успели да разбију непријатеља, наневши му губитак од 739 бораца избачених из строја. Одмах после битке, Миладин је сахрањен у порти оближње цркве. После ослобођења, његови посмртни остаци су пренети у Гробницу народних хероја на брду Горици, изнад Подгорице.
Указом Президијума Народне скупштине Федеративне Народне Републике Југославије, 20. децембра 1951. године, проглашен је за народног хероја.